# Suchoi P-42
Das Versuchsflugzeug Suchoi P-42 (russisch Сухой П-42) ist eine Rekordversion der Su-27. Mit der P-42 wurden insgesamt 27 Steigzeitrekorde und Höhenrekorde aufgestellt.

## Name P-42
Die der FAI gemeldete Bezeichnung des Flugzeugs wurde aus Gründen der Tarnung der geheimen Flugzeugentwicklung in Erinnerung an die Rolle sowjetischer Flugzeuge bei den Kämpfen um Stalingrad gewählt. „P“ (russisch. „П“) bezeichnet „Перелом“ („Великий перелом“, großer Wendepunkt, transkribiert Perelom) und steht für die Zerschlagung der Heeresgruppe B Ende des Jahres 1942.

## Geschichte
Es wurden zwei Flugzeuge der Vorserie T-10S der Su-27 zu Rekordflugzeugen umgebaut:
Die T-10-15 P-42 (Seriennummer 05-01) sollte mit dem Triebwerk R-32 – einer leistungsgesteigerten Version des Saturn AL-31F – für Steigzeitrekorde genutzt werden. Die Startmasse dieses Flugzeuges konnte durch Maßnahmen wie die Verwendung von Leichtmetall für den Bugkonus, Ausbau wesentlicher Teile der Avionik, unverstellbare Lufteinläufe um etwa 2 t auf 14.100 kg reduziert werden, so dass bei 2 × 133 kN Triebwerksleistung das Schub-Gewicht-Verhältnis etwa 1,93 betrug. Dadurch konnte auch im vertikalen Steigflug Schallgeschwindigkeit erreicht werden.
Flugrekorde wurden von W. G. Pugatschow, N. F. Sadownikow, O. G. Zoi und E. I. Frolow aufgestellt. Die 1975 mit F-15 aufgestellten Steigzeitrekorde auf 3, 6, 9, 12 und 15 km Höhe wurden von der P-42 übertroffen. Mit insgesamt 27 Weltrekorden hält die P-42 den zweiten Platz unter den Überschallflugzeugen (nach der MiG-25 mit 29 Weltrekorden, davon 3 Absolutrekorde).

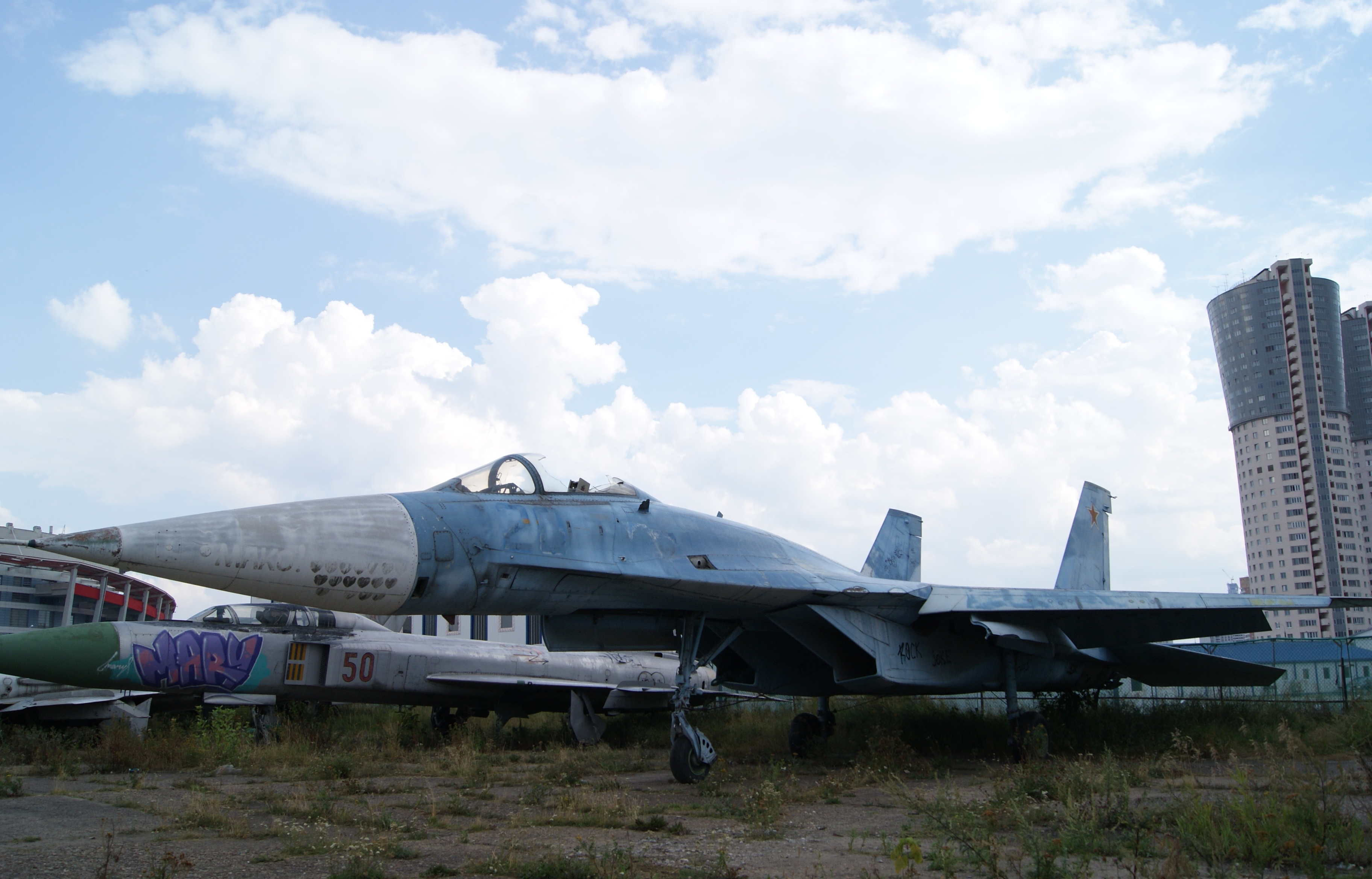
T-10-20 „№ 20“ auf dem Chodynkafeld in Moskau

Als zweites Rekordflugzeug war die T-10-20 (05-05) mit einer Treibstoffkapazität von 12.900 kg (Su-27: 9.400 kg) vorgesehen. Die geplanten Reichweitenrekordversuche in der FAI-Kategorie C1 wurden nicht in Angriff genommen.

## Rekorde
Klasse C-1h (Startmasse 12.000 – 16.000 kg)
| Datum             | Flugzeugtyp | Pilot      | Art des Rekords                             | Erreichte Werte | FAI-Kategorie | FAI-ID | Status (16. Juni 2015) |
| ----------------- | ----------- | ---------- | ------------------------------------------- | --------------- | ------------- | ------ | ---------------------- |
| 27. Oktober 1986  | T-10-15     | Pugatschow | Steigzeit auf 3.000 m                       | 0 min 25 s      | C-1h          |        | aktuell                |
| 15. November 1986 | T-10-15     | Pugatschow | Steigzeit auf 6.000 m                       | 0 min 37,05 s   | C-1h          | 3761   | aktuell                |
| 10. März 1987     | T-10-15     | Sadownikow | Steigzeit auf 9.000 m                       | 0 min 44,18 s   | C-1h          | 3767   | aktuell                |
| 10. März 1987     | T-10-15     | Sadownikow | Steigzeit auf 12.000 m                      | 0 min 55,54 s   | C-1h          | 3768   | aktuell                |
| 23. März 1988     | T-10-15     | Sadownikow | Steigzeit auf 15.000 m                      | 1 min 10 s      | C-1h          |        | aktuell                |
| 17. Mai 1988      | T-10-15     | Zoi        | Steigzeit auf 3.000 m mit 1000 kg Nutzlast  | 0 min 28 s      | C-1h          |        | aktuell                |
| 19. April 1988    | T-10-15     | Zoi        | Steigzeit auf 6.000 m mit 1000 kg Nutzlast  | 0 min 38 s      | C-1h          |        | aktuell                |
| 17. Mai 1988      | T-10-15     | Zoi        | Steigzeit auf 9.000 m mit 1000 kg Nutzlast  | 0 min 48 s      | C-1h          |        | aktuell                |
| 17. Mai 1988      | T-10-15     | Zoi        | Steigzeit auf 12.000 m mit 1000 kg Nutzlast | 0 min 59 s      | C-1h          |        | aktuell                |

Klasse C-1i (Startmasse 16.000 – 20.000 kg)
| Datum        | Flugzeugtyp | Pilot      | Art des Rekords                             | Erreichte Werte | FAI-Kategorie | FAI-ID | Status (16. Juni 2015) |
| ------------ | ----------- | ---------- | ------------------------------------------- | --------------- | ------------- | ------ | ---------------------- |
| 20. Mai 1993 | T-10-15     | Pugatschow | Höhe mit 1000 kg Nutzlast                   | 22.250 m        | C-1i          |        | aktuell                |
| 20. Mai 1993 | T-10-15     | Pugatschow | Maximale Nutzlast bei 15.000 m              | 1015 kg         | C-1i          |        | aktuell                |
| 20. Mai 1993 | T-10-15     | Pugatschow | Steigzeit auf 15.000 m                      | 66 s            | C-1i          |        | aktuell                |
| 20. Mai 1993 | T-10-15     | Pugatschow | Steigzeit auf 15.000 m mit 1000 kg Nutzlast | 66 s            | C-1i          |        | aktuell                |

Klasse N, Gruppe №3
| Datum          | Flugzeugtyp | Pilot      | Art des Rekords                             | Erreichte Werte | FAI-Kategorie | FAI-ID | Status   |
| -------------- | ----------- | ---------- | ------------------------------------------- | --------------- | ------------- | ------ | -------- |
| 10. Juni 1987  | T-10-15     | Sadownikow | Höhe                                        | 19.335 m        | N             |        | überholt |
| 11. April 1987 | T-10-15     | Sadownikow | Steigzeit auf 3.000 m                       | 0 min 26 s      | N             |        | überholt |
| 31. März 1988  | T-10-15     | Frolow     | Steigzeit auf 6.000 m                       | 0 min 37 s      | N             |        | überholt |
| 31. März 1988  | T-10-15     | Frolow     | Steigzeit auf 9.000 m                       | 0 min 47 s      | N             |        | überholt |
| 11. März 1987  | T-10-15     | Sadownikow | Steigzeit auf 12.000 m                      | 0 min 58 s      | N             |        | überholt |
| 11. März 1987  | T-10-15     | Sadownikow | Steigzeit auf 15.000 m                      | 1 min 16 s      | N             |        | überholt |
| 17. Mai 1988   | T-10-15     | Zoi        | Steigzeit auf 3.000 m mit 1000 kg Nutzlast  | 0 min 28 s      | N             |        | überholt |
| 19. April 1988 | T-10-15     | Zoi        | Steigzeit auf 6.000 m mit 1000 kg Nutzlast  | 0 min 38 s      | N             |        | überholt |
| 17. Mai 1988   | T-10-15     | Zoi        | Steigzeit auf 9.000 m mit 1000 kg Nutzlast  | 0 min 48 s      | N             |        | überholt |
| 17. Mai 1988   | T-10-15     | Zoi        | Steigzeit auf 12.000 m mit 1000 kg Nutzlast | 0 min 59 s      | N             |        | überholt |

Klasse C-1, Gruppe №3
| Datum             | Flugzeugtyp | Pilot      | Art des Rekords        | Erreichte Werte | FAI-Kategorie | FAI-ID | Status (16. Juni 2015) |
| ----------------- | ----------- | ---------- | ---------------------- | --------------- | ------------- | ------ | ---------------------- |
| 27. Oktober 1986  | T-10-15     | Pugatschow | Steigzeit auf 3.000 m  | 0 min 25,37 s   | C-1           | 3760   | überholt               |
| 15. November 1986 | T-10-15     | Pugatschow | Steigzeit auf 6.000 m  | 0 min 37,05 s   | C-1           |        | überholt               |
| 10. März 1987     | T-10-15     | Sadownikow | Steigzeit auf 9.000 m  | 0 min 44,18 s   | C-1           |        | überholt               |
| 20. März 1987     | T-10-15     | Sadownikow | Steigzeit auf 12.000 m | 0 min 55,54 s   | C-1           |        | überholt               |

## Technische Daten
| Kenngröße             | Daten T-10-15                                               |
| --------------------- | ----------------------------------------------------------- |
| Besatzung             | 1                                                           |
| Länge                 | 19,65 m                                                     |
| Spannweite            | 14,70 m                                                     |
| Höhe                  | 5,87 m                                                      |
| Flügelfläche          | 59,02 m²                                                    |
| Flügelstreckung       |                                                             |
| Nutzlast              |                                                             |
| Leermasse             |                                                             |
| Startmasse            | 14.100 kg (26.600 kg für T-10-20)                           |
| Marschgeschwindigkeit |                                                             |
| Höchstgeschwindigkeit |                                                             |
| Dienstgipfelhöhe      |                                                             |
| Reichweite            |                                                             |
| Triebwerke            | 2 × R-32                                                    |
| Schubkraft            | - mit Nachbrenner: 2 × 133 kN - ohne Nachbrenner: 2 × 75 kN |
| Bewaffnung            | –                                                           |

## Verbleib
Die T-10-15 befindet sich auf dem Suchoi-Gelände in Schukowski bei Moskau. Die T-10-20 wurde zur Vorserienversion T-10KTM der Su-27K mit faltbaren Tragflächen und Höhenleitwerk für einen potentiellen Flugzeugträgereinsatz umgebaut und nach Erprobungsende auf dem Chodynkafeld in Moskau abgestellt. 2012 übernahm W. W. Sadoroschni das Flugzeug in sein Privatmuseum bei Medyn (Oblast Kaluga).